# Fornarina de Fonseca
Fornarina de Fonseca est une femme impliquée dans la Commune de Paris de 1871.

## Biographie
Fornarina de Fonseca naît d'une famille italienne à forte tradition révolutionnaire. Sa grand-mère, Eleonora de Fonseca Pimentel, soutient la  Révolution française. Pendant la révolution, elle fonde le journal Le Moniteur républicain, et elle est exécutée au retour de Ferdinand Ier.
Pendant la Commune de Paris, Fornarina de Fonseca prend souvent la parole au club mixte de l'Église Saint-Séverin de Paris,. Au début de chacune de ses interventions, elle rappelle le souvenir de sa grand-mère et exprime sa dette et les convictions révolutionnaires qu'elle tient de son aînée,.